# Patti Reynolds
Patti Reynolds (nacida el 28 de mayo de 1948 en Chicago, Illinois) es una modelo y actriz estadounidense que fue Playmate del Mes para la revista Playboy en su número de septiembre de 1965 (a los 17 años de edad). Fue fotografiada por Stan Malinowski. También apareció en una fotografía en la página 56 datada de 1960 (junto con Ashlyn Martin y dos otro conejitas) en The Bunny Years por Kathryn Leigh Scott, para el cual ella también escribió una breve biografía de ella misma.
En enero de 1966, Patti fue citada por un gran jurado federal que investigaba el gremio del crimen en Chicago. También fueron citadas las renombradas figuras del submundo marginal Fiori (Fifi) Buccieri, 59, y Charles (Chuckie) English, 52. Reynolds fue identificada por las autoridades federales como íntima amiga de Frank (el Caballo) Buccieri, 52, el hermano de Fiori. 